# Proteção de dados
O termo proteção de dados, que possui um significado genérico bastante amplo, na terminologia jurídica refere-se em geral à proteção de dados pessoais.
Como proteção de dados pessoais entende-se a possibilidade de cada cidadão determinar de forma autônoma a utilização que é feita de seus próprios dados pessoais, em conjunto com o estabelecimento de uma série de garantias para evitar que estes dados pessoais sejam utilizados de forma a causar discriminação, ou danos de qualquer espécie, ao cidadão ou à coletividade.
A ideia de estabelecer uma proteção autônoma aos dados pessoais é o desenvolvimento mais recente da proteção da privacidade e do próprio direito à privacidade, cujas raízes remontam ao final do século XIX e que consolidou-se basicamente como uma garantia a evitar a intromissão alheia em assuntos privados. 
Com o amplo desenvolvimento das tecnologias da informação, o perfil desta garantia transmudou-se lentamente à medida que as informações pessoais passaram a representar a própria pessoa em inúmeras situações, tornando necessário o desenvolvimento de um instrumento para o efetivo controle destas informações para que se pudesse ao fim proteger a própria pessoa.

## Projeto de Lei 53/2018
Diante de vários escândalos ao redor do mundo referente a privacidade e proteção dos dados, muitos países aprovaram leis com intuito de proteger os dados dos seus cidadãos, principalmente depois do escândalo do Facebook-Cambridge Analytica ter sido amplamente divulgado. No Brasil, em 10 de julho de 2018, o Projeto de Lei da Câmara de número 53 de 2018 foi aprovado pelo Senado em regime de urgência. Tal projeto, é oriundo do Projeto de Lei número 4060 de 2012, de iniciativa do deputado Milton Monti, anteriormente aprovado pela Câmara dos Deputados. Com a aprovação de ambas as casas legislativas, o projeto seguiu para sanção do presidente Michel Temer. Existiam outras propostas de lei a respeito do tema tramitando no Legislativo nacional, mas foram rejeitadas ou aglutinadas ao projeto aprovado. Com certa inspiração no RGPD, o projeto de lei, que já vem sendo referenciado como Lei Geral de Proteção de Dados, visa alterar a Lei nº 12.965/2014 com intuito de acrescentar regras para as empresas que atuem no Brasil, permitindo que os cidadãos tenham mais controle sobre seus dados, especialmente sobre o modo como são usados. Além disso, estabelece meios de responsabilização dessas empresas em caso de vazamento indevido de informações, inclusive com a fixação de punições. 
O projeto de lei prevê a criação da Autoridade Nacional de Proteção de Dados (ANPD), que seria uma autarquia submetida ao Ministério da Justiça e que atuaria de maneira autônoma e independente, com a responsabilidade de fiscalizar se as empresas estão seguindo as regras estabelecidas na legislação. Às empresas que violarem tais regras, há previsão de aplicação das sanções de advertência ou multa de até 50 milhões de reais.   
Ainda, caso a lei seja sancionada, todas as empresas que coletem dados em território brasileiro, seja empresa pública ou privada, terão 18 meses para se adequar a nova legislação. Há a possibilidade da empresa coletar os dados e transferir para sua sede em outro país, desde que este país também tenha leis que protejam os dados de forma similar à lei brasileira.         
Mais de 60 organizações e entidades, como a Safer.net, assinaram um manifesto em 4 de julho a favor do projeto de lei.         
O contexto no qual a lei de proteção de dados surge é fundamental para que a tramitação tenha acontecido de maneira rápida, além do fato do projeto de lei ter sido uma junção de outros projetos de lei, como dito anteriormente, também teve o fato de que após os escândalos de privacidade do Facebook, onde a empresa Cambridge Analytica utilizou de dados dos usuários para que pudessem fazer uma campanha política mais assertiva e customizada na eleição de Donald Trump em 2016, a questão de segurança de dados e privacidade passou a ser pauta recorrente e criou-se uma cobrança sobre os políticos brasileiros já que não tínhamos uma lei sobre o tema, uma lei com objetivo de defender os dados dos usuários e definir os responsáveis pelos nossos dados.                                                          